# El gran déu Pan
El gran déu Pan és una novel·la escrita per Arthur Machen.
Quan es va publicar el 1894, la premsa va considerar que era una obra degenerada i repulsiva pel seu estil decadent i contingut sexual. Tot i això, l'obra va ser considerada un clàssic del gènere d'horror. Com altres històries de l'època, s'inspira en el déu grec Pan, símbol del poder de la natura i el paganisme.
El títol es va inspirar probablement en el poema “A musical Instrument”, publicat el 1862 per Elizabeth Barrett Browning. La primera línia de cada estrofa acaba justament amb els mots “the great god Pan”. Una descripció més clara del tipus de terror present a la novel·la és que aquest, “ha d'habitar en el secret lloc de la vida, manifestat en carn humana”.
En català es va publicar per primera vegada el 2024 a la col·lecció l'Arcà de l'Editorial Laertes.

## Argument
La novel·la està estructurada en vuit capítols que semblen històries independents, però a mesura que avança la lectura els fets i els personatges s'interelacionen per crear un conjunt unificat.

### Capítol 1
Clarke accepta, una mica de mala gana, donar testimoni d'un estrany experiment realitzat pel seu amic, el doctor Raymond. L'objectiu final del metge és obrir la ment d'una pacient perquè pugui experimentar el món espiritual, una experiència que els antics anomenen "veure el gran déu Pan". Realitza l'experiment, que implica una cirurgia cerebral menor, a una dona jove anomenada Mary. Un cop realitzada, la noia es desperta de l'operació astorada i aterrida, però ràpidament es converteix en "una idiota sense esperança".

### Capítol 2
Anys més tard, Clarke té notícia d'una noia bonica però sinistra anomenada Helen Vaughan, que es diu que va causar una sèrie d'esdeveniments misteriosos al seu pobl natal. Passava gran part del temps al bosc prop de casa seva i porta altres nens a llargues passejades crepusculars pel camp que molesten a la resta de pares del lloc. Un dia, un nen jove es troba amb ella "jugant a l'herba amb un 'estrany home nu'"; el nen es torna histèric i més tard, després de veure una estàtua romana del cap d'un sàtir, es torna permanentment debilitat. Helen també fa una amistat inusualment estreta amb una veïna, Rachel, a qui porta diverses vegades al bosc. En una ocasió Rachel torna a casa desconsolada, mig nua i divagada. Poc després d'una explicació a la seva mare que no es revela al lector però que inculca una gran repulsió a Clarke, Rachel torna al bosc i desapareix per sempre. Clarke relata aquests esdeveniments en un llibre que està escrivint titulat Memòries per provar l'existència del dimoni.

### Capítol 3
Anys més tard, Villiers es troba amb el seu vell amic Herbert, que s'ha convertit en un vagabund des que es van coincidir per última vegada. Quan se li pregunta com ha caigut tan baix, Herbert respon que la seva dona l'ha corromput en cos i ànima. Després d'una investigació amb Clarke i un altre personatge, Austin, es revela que Helen era l'esposa d'Herbert, i que un home acomodat va morir "d'ensurt, d'un terror pur i terrible" després de veure alguna cosa a casa d'Herbert i Helen. Herbert serà trobat mort més tard.

### Capítol 4, 5 i 6
Helen desapareix durant un temps; segons el rumor, va passar temps participant en orgies inquietants en algun lloc d'Amèrica. Finalment torna a Londres sota el pseudònim de senyora Beaumont. Poc després, una sèrie d'homes estables i feliços a Londres se suïciden; l'última persona que se sap que ha estat en presència de cadascun d'ells va ser la senyora Beaumont, amb qui s'entén que se n'han anat anat a dormir. Villiers i Clarke, cada un descobrint la veritable identitat de la senyora Beaumont, s'uneixen i s'enfronten a Helen a casa seva amb un llaç. Li diuen que s'ha de suïcidar, o l'exposaran. Helen té una mort molt anormal, transformant-se entre humà i bèstia, mascle i femella, dividint-se i reunint-se, abans de convertir-se en una substància gelatinosa i finalment morir.

### Capítol 7 i 8
Un fragment d'un document cobreix les restes d'un pilar en honor al déu celta Nodens. La inscripció llatina de la columna diu: "Al gran déu Nodens (el déu del Gran Abisme o Abisme), Flavius Senilis ha erigit aquest pilar a causa del matrimoni que va veure sota l'ombra". El document diu que els historiadors estan desconcertats sobre a què es refereix la inscripció. Una carta del doctor Raymond a Clarke revela que Helen era la filla de Mary, que va morir poc després del naixement de la seva filla. A la carta, Raymond informa a Clarke que Mary es va quedar embarassada després que el seu experiment la va fer veure el déu Pan, la qual cosa implica que Pan va ser el pare d'Helen.

## Influències
La novel·la va tenir una recepció controvertida, però va influenciar en diferents obres posteriors com el Dràcula de Bram Stocker o L'horror de Dunwich de H.P. Lovercraft. També Stephen King ha usat fragments de la novel·la, alhora que Guillermo del Toro també la va tenir present a El laberint del faune.